# Odong Latek
Justine Odong Latek fue un brigadier del Frente de Liberación Nacional Ugandés (UNLA). Tras la victoria del Movimiento de Resistencia Nacional (UNLA), liderado por Yoweri Museveni en 1986, Latek se unió al grupo rebelde llamado Ejército Democrático Popular de Uganda (UPDA).
El 20 de agosto de 1986, el UPDA comenzó a atacar a unidades del NRA en Acholi. Sin embargo, el UPDA fue incapaz de arrebatar el control de los centros de población del NRA. Tras una reunión con el NRA, realizada el 21 de marzo de 1987, el general Salim Saleh voló a la base del UPDA y se encontró con Latek, informando que han declarado el apoyo hacia un acuerdo de paz. Aun así, en mayo de ese año, el UPDA reemplazó a Latek con Angelo Okello, quien había sido comandante de la 1.º División del UPDA en Gulu. Okello firmó un acuerdo de paz el 3 de junio de 1988. Un informe de 1997 señala que Latek y varios miembros del UPDA leales a él no participaron en los diálogos de paz en el consejo del ala política del UPDA en Londres.
Después, Latek y sus seguidores se unieron al Ejército de Resistencia del Señor para continuar luchando. Según los datos proporcionados por un comandante del grupo que fue capturado, en septiembre de 1987 Latek conoció al líder del ejército Joseph Kony, quien lo nombró comandante militar global. Según informes, Latek fue asesinado por el NRA mientras se hallaba en Nyono Hills en 1989.